# Che ti sei messo in testa?
Che ti sei messo in testa? è una rivista di Michele Galdieri presentata a Roma nella prima metà del 1944, nel periodo di occupazione nazista della capitale. Rappresentò il terzo capitolo della felice collaborazione della coppia artistica Totò - Anna Magnani, che in seguito si produssero anche in altre riviste dello stesso regista con una compagnia propria.

## Storia
La prima si ebbe al Teatro Valle di Roma, il 5 febbraio 1944, per passare in poco più di un mese al Teatro Sala Umberto e poi, successivamente al Teatro Brancaccio, ma gli spettacoli furono interrotti dopo pochi mesi a causa del susseguirsi degli eventi bellici.
Considerando anche il periodo e la localizzazione particolarissima in cui venne rappresentata (in regime di occupazione, con il fronte di guerra - la linea Gustav - a pochi chilometri dalla città), questa rivista viene sovente vista come uno dei periodi "più alti" della capacità comica e di spettacolo della coppia Totò-Magnani.

## Critica
Scrisse, a firma di Anonimo, Il Messaggero di Roma il 6 febbraio 1944:

## Censura
La rivista fu pesantemente tagliata e modificata dalla censura nazifascista di guerra: il titolo, che doveva essere "Che si sono messi in testa?" dovette essere modificato perché vi si ravvisava un riferimento alla politica tedesca del periodo; moltissime battute furono tagliate o modificate anche dopo l'inizio delle rappresentazioni sebbene la critica (o meglio, lo "sberleffo") al regime fosse spesso solo "sussurrato" (come la famosa "io penso che le pecore sono stufe di belar" ed altre che Totò diceva nei panni del pastore Aligi).
Il leitmotiv della rivista s'incentrava sul fatto che la Ragione fosse andata in ferie allontanandosi da Roma, come tutti i divi, impedendo ai teatri di organizzare delle buone riviste: l'intento profondamente e sottilmente critico nei confronti del nazifascismo era evidente. Si susseguivano in scena alcuni dei più celebri pezzi di repertorio dei maggiori interpreti: la Magnani nella fioraia del Pincio, Totò in quelli di Pinocchio, insieme nella gag de "Il gagà", già cavallo di battaglia di Ettore Petrolini e, successivamente, di Enrico Montesano.
Le rappresentazioni s'interruppero bruscamente poco prima della liberazione di Roma: Totò fu avvertito (pare proprio da un ufficiale tedesco) che sarebbe stato di lì a poco arrestato dai Tedeschi, insieme a Peppino De Filippo (che pure aveva "sbeffeggiato" il regime). Avvertito Peppino, Totò scappò quindi a Valmontone, per ripresentarsi nella capitale solo dopo la venuta degli Alleati e quindi proporre, con la stessa compagnia, una nuova rivista ("Con un palmo di naso") con un chiaro riferimento alla mutata condizione politica.